# Yaverlestes
Yaverlestes is een geslacht van uitgestorven zoogdieren dat dateert uit het Vroeg-Krijt, 130 miljoen jaar geleden. Het maakt deel uit van de Wessexformatie van het Isle of Wight, Engeland. Het holotype BMNH M 54386 is een gedeeltelijke rechteronderkaak ontdekt in de buurt van Yaverland op het Isle of Wight. Het paratype is BMMH M 45563 een vijfde rechterkies. Drie andere kiezen zijn toegewezen.
De typesoort Yaverlestes gassoni is in 2008 benoemd door Sweetman. De geslachtsnaam Yaverlestes is afgeleid van Yaverland, de plaats van ontdekking, en lestes, Grieks voor dief. Het specifieke epitheton gassoni is ter ere van ontdekker Brian Gasson die holotype en paratype doneerde aan het Natural History Museum.
Een autapomorfie is dat er vijf molariformen aanwezig zijn in plaats van zes of zeven als bij directe verwanten.